# زیردریایی آلمانی یو-۹۹۷
زیردریایی آلمانی یو-۹۹۷ (به انگلیسی: German submarine U-997) یک زیردریایی بود که ارتفاع آن ۹٫۶۰ متر (۳۱ فوت ۶ اینچ) بود. این زیردریایی در سال ۱۹۴۴ ساخته شد.